# كارمن تشابلن
كارمن تشابلن (بالإنجليزية:Carmen Chaplin) ممثلة ومخرجة أفلام بريطانية وفرنسية . وهي حفيدة الممثل الكوميدي المعروف تشارلي تشابلن.

## روابط خارجية
- كارمن تشابلن على موقع IMDb (الإنجليزية)
- كارمن تشابلن على موقع قاعدة بيانات الأفلام العربية
- كارمن تشابلن على موقع ألو سيني (الفرنسية)
- كارمن تشابلن على موقع أول موفي (الإنجليزية)
- كارمن تشابلن على موقع قاعدة بيانات الأفلام السويدية (السويدية)
- كارمن تشابلن على موقع قاعدة بيانات الفيلم (الإنجليزية)
- كارمن تشابلن على موقع ليتربوكسد (الإنجليزية)
- كارمن تشابلن على موقع كينوبويسك (الروسية)